# 段河村
段河村，是中华人民共和国山西省晋城市泽州县南岭镇下辖的一个村。
2014年11月25日，段河村公布为第三批中国传统村落。。
2019年1月21日，段河村公布为第七批中国历史文化名村。